# Campiña Sur (Badajoz)
La Campiña Sur és una comarca d'Extremadura situada a la província de Badajoz.

## Municipis
- Ahillones
- Azuaga
- Berlanga
- Campillo de Llerena
- Casas de Reina
- Fuente del Arco
- Granja de Torrehermosa
- Higuera de Llerena
- Llera
- Llerena
- Maguilla
- Malcocinado
- Peraleda del Zaucejo
- Puebla del Maestre
- Reina
- Retamal de Llerena
- Trasierra
- Usagre
- Valencia de las Torres
- Valverde de Llerena
- Villagarcía de la Torre